# Дискретне перетворення Абеля
Перетворення Абеля є дискретним аналогом інтегрування частинами і також іноді називається сумуванням частинами. Перетворення широко використовується у теорії рядів для дослідження збіжності рядів, наприклад при доведенні ознак Абеля і Діріхле.

## Формула перетворення
Нехай {\displaystyle (a_{k}),(b_{k})} для {\displaystyle (k\in \mathbb {N} )} є послідовностями дійсних чисел і {\displaystyle B_{0}=0,} а для {\displaystyle k\geqslant 1} за означенням {\displaystyle B_{k}=b_{1}+b_{2}+\ldots +b_{k}.}
Тоді для {\displaystyle n\geqslant m\geqslant 1} виконується рівність:
{\displaystyle \sum \limits _{k=m}^{n}a_{k}b_{k}=a_{n}B_{n}-a_{m}B_{m-1}-\sum \limits _{k=m}^{n-1}(a_{k+1}-a_{k})B_{k}.}
Якщо {\displaystyle m=1} можна простіше записати:
{\displaystyle \sum \limits _{k=1}^{n}a_{k}b_{k}=a_{n}B_{n}-\sum \limits _{k=1}^{n-1}(a_{k+1}-a_{k})B_{k}.}
Оскільки {\displaystyle b_{k}=B_{k}-B_{k-1}} то еквівалентно формулу можна записати як:
{\displaystyle \sum \limits _{k=m}^{n}a_{k}(B_{k}-B_{k-1})=a_{n}B_{n}-a_{m}B_{m-1}-\sum \limits _{k=m}^{n-1}(a_{k+1}-a_{k})B_{k}.}
У цьому записі помітна аналогія із формулою інтегрування частинами:
{\displaystyle \int _{a}^{b}u(x)\,dv(x)={\Big [}u(x)v(x){\Big ]}_{a}^{b}-\int _{a}^{b}v(x)\,du(x).}

## Доведення
{\displaystyle {\begin{aligned}\sum _{k=m}^{n}a_{k}b_{k}&=\sum _{k=m}^{n}a_{k}(B_{k}-B_{k-1})=\\&=\sum _{k=m}^{n}a_{k}B_{k}-\sum _{k=m}^{n}a_{k}B_{k-1}=\\&=\sum _{k=m}^{n}a_{k}B_{k}-\sum _{k=m-1}^{n-1}a_{k+1}B_{k}=\\&=a_{n}B_{n}+\sum _{k=m}^{n-1}a_{k}B_{k}-\sum _{k=m}^{n-1}a_{k+1}B_{k}-a_{m}B_{m-1}=\\&=a_{n}B_{n}-a_{m}B_{m-1}-\sum _{k=m}^{n-1}(a_{k+1}-a_{k})B_{k},\end{aligned}}}

## Оцінка сум добутків двох чисел
Дискретне перетворення використовується для оцінок сум виду {\textstyle \sum \limits _{k=1}^{n}a_{k}b_{k},} які використовуються для дослідження збіжностей числових рядів.
Нехай {\displaystyle (a_{k})} є монотонною послідовністю. Тоді у сумі у правій частині рівності
{\displaystyle \sum \limits _{k=m}^{n}a_{k}b_{k}=a_{n}B_{n}-\sum \limits _{k=1}^{n-1}(a_{k+1}-a_{k})B_{k}}
всі {\displaystyle a_{k+1}-a_{k}} мають один знак і тому із цієї формули випливає:
{\displaystyle \left|\sum \limits _{k=m}^{n}a_{k}b_{k}\right|\leqslant \left|a_{n}\right|\max _{k=1,\ldots ,n}|B_{k}|-\sum \limits _{k=1}^{n-1}\left|a_{k+1}-a_{k}\right|\max _{k=1,\ldots ,n}|B_{k}|=(|a_{1}|+2|a_{n}|)\max _{k=1,\ldots ,n}|B_{k}|.}
Тобто остаточно:
{\displaystyle {\bigg |}\sum _{k=1}^{n}a_{k}b_{k}{\bigg |}\leqslant (|a_{1}|+2|a_{n}|)\cdot \max _{k=1,\ldots ,n}|B_{k}|.}
Якщо {\displaystyle (a_{k})} є спадною послідовністю додатних чисел, то простіше:
{\displaystyle {\bigg |}\sum _{k=1}^{n}a_{k}b_{k}{\bigg |}\leqslant a_{1}\cdot \max _{k=1,\ldots ,n}|B_{k}|.}